# Steve Bisley
Stephen "Steve" Bisley (26 de diciembre de 1951) es un actor australiano conocido principalmente por haber interpretado a Jack Christer en Water Rats, a Jim Goose en Mad Max y a Steve Marshall en la serie Sea Patrol.

## Biografía
Es hijo de Bruce y Pauline Bisley, tiene dos hermanos Kristin y Richard.
Es muy buen amigo del actor Mel Gibson.
En 2010 fue reconocido como "Miembro del Paseo de la Fama de Australia" por su carrera en cine y televisión.
Steve se casó con la diseñadora de moda Shauna Forrest, y la pareja tuvo cuatro hijos: Jesse, Paris, Indiana y su hija Amber Bisley.
En 2000 se casó por segunda vez ahora con la publicista Sally Burleigh y tuvieron dos hijos Scarlett y Jasper Bisley, sin embargo más tarde se separaron. En 2010 Steve fue sentenciado a 300 horas de servicio comunitario por agredir a Sally a finales de 2009, luego de que Burleigh alegara que Bisley la había golpeado contra una pared.
Steve comenzó a salir con Amanda Imrie pero la relación terminó en 2011.

## Carrera
En 1979 apareció en la popular película Mad Max donde interpretó a Jim Goose, el compañero y amigo del oficial Max Rockatansky (Mel Gibson).
En 1992 se unió al elenco de la serie policíaca Police Rescue donde interpretó al sargento mayor Kevin "Nipper" Harris hasta 1995.
En 1999 se unió al elenco de la serie policíaca Water Rats donde interpretó al detective sargento Jack Christer hasta el final de la serie en el 2001.
En 2003 interpretó al periodista y poeta australiano Banjo Paterson en la película The Man from Snowy River: Arena Spectacular.  
En 2006 apareció por primera vez como personaje recurrente en la serie East of Everything donde interpretó a Terry Adams hasta el 2009.
En 2007 se unió como personaje recurrente en la serie Sea Patrol donde interpretó al comandante Steven "Steve" Marshall hasta el final de la serie en 2009.
En 2013 se anunció que Steve se uniría al elenco de la segunda temporada de la serie Redfern Now.
En agosto de 2015 se anunció que Steve se había unido al elenco del drama Brock donde dará vida al reclutador Harry Firth, el mánager del equipo Holden Dealer.

## Filmografía

### Series de televisión
| Año             | Título                        | Personaje               | Notas                      |
| --------------- | ----------------------------- | ----------------------- | -------------------------- |
| 2016 - presente | Doctor Doctor                 | Jim Knight              | 21 episodios               |
| 2013            | Redfern Now                   | Richard                 | episodio "Consequences"    |
| 2010            | Lowdown                       | Jack Cooper             | episodio "Cooper Scooper"  |
| 2007 - 2009     | Sea Patrol                    | Steven "Steve" Marshall | 25 episodios               |
| 2006 - 2009     | East of Everything            | Terry Adams             | 11 episodios               |
| 2006            | Two Twisted                   | Frank                   | episodio "Finding Franl"   |
| 2004            | Stingers                      | Donald Wylie            | episodio "The Contract"    |
| 1999 - 2001     | Water Rats                    | Jack Christer           | 97 episodios               |
| 1997            | Frontline                     | Graeme Prowse           | 13 episodios               |
| 1995 - 1996     | G.P.                          | Dr. Henry King          | 52 episodios               |
| 1992 - 1995     | Police Rescue                 | Kevin "Nipper" Harris   | 26 episodios               |
| 1994            | Escape from Jupiter           | Duffy                   | miniserie                  |
| 1993            | Eggshells                     | Lester                  | -                          |
| 1993            | Seven Deadly Sins             | Sloth                   | miniserie                  |
| 1991            | Boys from the Bush            | -                       | episodio "Going Walkabout" |
| 1988            | Emma: Queen of the South Seas | Capitán Tom Farrell     | miniserie                  |
| 1986            | Call Me Mister                | Jack Bartholomew        | 11 episodios               |
| 1986            | Studio 86                     | Peter Faulkner          | episodio "Many Are Called" |
| 1985            | The Flying Doctors            | Andy McGregor           | miniserie                  |
| 1984            | Boy in the Bush               | Esau                    | miniserie                  |
| 1984            | A Country Practice            | Jim Dawson              | 2 episodios                |
| 1988            | Special Squad                 | -                       | episodio "Early Birds"     |
| 1982            | Jonah                         | Cook                    | miniserie                  |
| 1982            | Watch This Space              | -                       | -                          |
| 1981            | A Town Like Alice             | Tim                     | miniserie                  |
| 1981            | The Patchwork Hero            | Barney Jamieson         | -                          |
| 1980            | The Last Outlaw               | Joe Byrne               | miniserie                  |
| 1980            | Spring & Fall                 | Ray                     | episodio "Close Comfort"   |

### Películas
| Año  | Título                                      | Personaje         | Notas                                                                                         |
| ---- | ------------------------------------------- | ----------------- | --------------------------------------------------------------------------------------------- |
| 2015 | Brock                                       | Harry Firth       | junto a Matthew Le Nevez, Ella Scott Lynch, Natalie Bassingthwaighte & Brendan Cowell         |
| 2012 | Jack Irish: Bad Debts                       | Kevin Pixley      | junto a Guy Pearce, Marta Dusseldorp, Roy Billing, Colin Friels, Emma Booth & Debra Lawrance  |
| 2010 | The Wedding Party                           | Roger             | junto a Josh Lawson, Isabel Lucas, Essie Davis, Nadine Garner & Nikolai Nikolaeff             |
| 2010 | I Love You Too                              | Bill              | junto a Brendan Cowell, Rose Byrne, Peter Dinklage, Yvonne Strahovski & Bridie Carter         |
| 2010 | Red Hill                                    | Viejo Bill        | junto a Ryan Kwanten, Claire van der Boom & Tommy Lewis                                       |
| 2009 | Subdivision                                 | Harry             | junto a Bruce Spence, Gary Sweet, John Batchelor, James Stewart y Brooke Satchwell            |
| 2008 | The View from Greenhaven                    | Lach              | junto a Chris Haywood, Wendy Hughes, Susan Prior, Russell Dykstra & Geoff Morrell             |
| 2007 | Shotgun! [An Opening Sequence]              | Tommy             | corto - junto a Simon Lyndon, Giovanni Bartuccio, Liam McIntyre & Rachel Ward                 |
| 2007 | The King                                    | Harry M. Miller   | junto a Stephen Curry, Shaun Micallef, Bernard Curry, Beau Brady, Roz Hammond & Jane Allsop   |
| 2005 | Hell Has Harbour Views                      | Bruce Kent        | junto a Matt Day, Peter O'Brien, Lisa McCune, Marta Dusseldorp, Freya Stafford & Roy Billing  |
| 2004 | Big Reef                                    | Reilly            | junto a Madeleine West, Damien Garvey & Jack Finsterer                                        |
| 2004 | The Brush-Off                               | Eastlake          | junto a David Wenham, Justine Clarke, Bruce Spence, Tracy Mann & Deborah Kennedy              |
| 2003 | The Man from Snowy River: Arena Spectacular | Banjo Paterson    | junto a Georgie Parker, Lee Kernaghan, Martin Crewes & Simon Westaway                         |
| 1999 | In The Red                                  | Sparky            | junto a Allison Cratchley, Damian de Montemas & Warwick Young                                 |
| 1996 | Halifax f.p: Sweet Dreams                   | Jonah Cole        | junto a Rebecca Gibney, Kerry Armstrong & Beth Buchanan                                       |
| 1995 | Sanctuary                                   | Robert "Bob" King | junto a Arky Michael                                                                          |
| 1994 | Halifax f.p: The Feeding                    | Jonah Cole        | junto a Rebecca Gibney, Deborra-Lee Furness & Frances O'Connor                                |
| 1992 | Over the Hill                               | Benedict          | junto a Aden Young, Sigrid Thornton, David Woodley & Olympia Dukakis                          |
| 1990 | The Big Steal                               | Gordon Farkas     | junto a Ben Mendelsohn, Claudia Karvan, Marshall Napier & Damon Herriman                      |
| 1988 | The Clean Machine                           | Ed Riordan        | junto a Grigor Taylor, Ed Devereaux, Marshall Napier, Robert Taylor & Richard Carter          |
| 1987 | Two Friends                                 | Kevin             | junto a Kris Bidenko, Emma Coles, Kris McQuade, Peter Hehir, Denise Roberts & Stephen Leeder  |
| 1987 | Hard Knuckle                                | Harry             | junto a Gary Day, David Jay & Esben Storm                                                     |
| 1984 | Silver City                                 | Victor            | junto a Debra Lawrance, Gosia Dobrowolska, Silvio Ofria, Ivar Kants & Anna Maria Monticelli   |
| 1984 | Fast Talaking                               | Redback           | junto a Tracy Mann, Antoinette Byron, Denis Moore, Julie McGregor & Richard Carter            |
| 1983 | The Winds of Jarrah                         | Clem Mathieson    | junto a Terence Donovan, Susan Lyons, Harold Hopkins, Martin Vaughan & Steven Grives          |
| 1982 | Squizzy Taylor                              | Snowy Cutmore     | junto a David Atkins, Jacki Weaver, Alan Cassell & Michael Long                               |
| 1982 | The Highest Honor                           | A.B. W.G. Falls   | junto a Michael Aitkens, Craig Ballard, John Howard, Diane Craig & Tony Bonner                |
| 1980 | The Chain Reaction                          | Larry             | junto a Kim Gyngell, Arna-Maria Winchester, Ross Thompson, Ralph Cotterill & Hugh Keays-Byrne |
| 1979 | The Last of the Knucklemen                  | Mad Dog           | junto a Gerard Kennedy, Michael Preston, Peter Hehir, Dennis Miller & Michael Caton           |
| 1979 | Mad Max                                     | Jim Goose         | junto a Mel Gibson, Joanne Samuel, Hugh Keays-Byrne & Tim Burns                               |
| 1978 | Newsfront                                   | Vendedor de Hielo | junto a Bill Hunter, Wendy Hughes, Gerard Kennedy, Chris Haywood & Drew Forsythe              |
| 1977 | Summer City                                 | Boo               | junto a Mel Gibson, John Jarratt, Phillip Avalon & James Elliott                              |

### Teatro[8]
| Año        | Obra                                        | Personaje      | Director (a)     | Teatro              | Notas                                                             |
| ---------- | ------------------------------------------- | -------------- | ---------------- | ------------------- | ----------------------------------------------------------------- |
| 2009       | The Removalists                             | -              | Wayne Blair      | Sydney Theatre      | junto a Sacha Horler                                              |
| 2007       | The Glass Soldier                           | Wolfie         | Simon Phillips   | Melbourne Theatre   | junto a Kerry Armstrong, Asher Keddie & Ben Geurens               |
| 2005       | Love Letters                                | -              | John Clark       | Parade Theatre      | junto a Justine Clarke, Noni Hazlehurst & John Wood               |
| 2003       | Inheritance                                 | -              | Simon Phillips   | Drama Theatre       | junto a Wayne Blair, Ronald Falk & Rhys McConnochie               |
| 2002       | A Man With Five Children                    | Gerry          | George Ogilvie   | Sydney Theatre      | junto a Genevieve O'Reilly, Travis McMahon & Justine Clarke       |
| 2002       | The Man from Snowy River: Arena Spectacular | Banjo Paterson | David Atkins     | -                   | junto a Georgie Parker, Martin Crewes & Charles Bud Tingwell      |
| 1994       | Dead Heart                                  | Neil Armfield  | -                | -                   | junto a Angie Milliken, Peter Francis & Gillian Jones             |
| 1991       | The Selection                               | -              | George Whaley    | Playhouse Theatre   | junto a Ben Mendelsohn, Robert Menzies & Helen Morse              |
| 1989       | Speed-the-Plow                              | -              | Neil Armfield    | Russell St. Theatre | junto a Garry McDonald & Kaarin Fairfax                           |
| 1988, 1989 | Don's Party                                 | -              | Graeme Blundell  | Athenaeum Theatre   | junto a Deborah Kennedy, Gia Carides & Nicholas Eadie             |
| 1988       | Summer of the 17th Doll & Away              | -              | Richard Wherrett | -                   | junto a Steven Vidler, Judi Farr & Harold Hopkins                 |
| 1987       | A Lie of the Mind                           | -              | Jim Sharman      | Belvoir St. Theatre | junto a Cornelia Frances, Simon Chilvers & Katrina Foster         |
| 1979       | The Caucasian Chalk Circle                  | -              | John Clark       | Drama Theatre       | junto a Kim Gyngell, Peter Carroll, Colin Friels & Jennifer Hagan |

## Premios y nominaciones
| Año  | Categoría                                    | Premio             | Película/Serie         | Resultado |
| ---- | -------------------------------------------- | ------------------ | ---------------------- | --------- |
| 2005 | Best Guest or Supporting Actor in Television | AFI Award          | Hell Has Harbour Views | Nominado  |
| 2001 | Most Outstanding Actor in a Series           | Silver Logie Award | Water Rats             | Nominado  |
| 2000 | Most Outstanding Actor in a Series           | Silver Logie Award | Water Rats             | Nominado  |
| 1990 | Best Actor in a Supporting Role              | AFI Award          | The Big Steal          | Ganó      |
| 1984 | Best Actor in a Supporting Role              | AFI Award          | Fast Talking           | Nominado  |
| 1984 | Best Actor in a Supporting Role              | AFI Award          | Silver City            | Ganó      |